# Place aux Herbes
La place aux Herbes est une place de Grenoble située dans le quartier Notre-Dame (Grenoble), dans le département français de l'Isère en région Auvergne-Rhône-Alpes.

## Situation et accès
La place aux Herbes est positionnée au cœur du centre ancien de la ville et témoigne du long passé de la cité depuis la période antique.
En partant du nord, et dans le sens des aiguilles d'une montre, la place donne accès aux voies suivantes, selon les références toponymiques fournies par le site géoportail de l'Institut géographique national:
- Nord : la rue Renaudon (qui permet de rejoindre la rive droite de l'isère)
- Est : rue Brocherie (qui permet de rejoindre la place Notre-Dame)
- Sud-est : Rue Lafayette (qui permet de rejoindre la rue de la République)
- Sud-ouest : place Claveyson (qui permet de rejoindre la place Grenette)
- Ouest : rue du Palais (qui permet de rejoindre la place Saint-André)

La place, comprise dans la zone piétonne de la ville, se positionne dans la partie septentrionale de la principale zone commerciale et elle est accessible aux piétons et aux cyclistes depuis n'importe quel point de ce quartier.
Transport public
La place est principalement desservie par les lignes A, B  et D du réseau de tramway de l'agglomération grenobloise. La station la plus proche (située à moins de deux cents mètres) se dénomme Hubert Dubedout - Maison du Tourisme.

## Origine du nom
Cette place a été dénommée ainsi au XIXe siècle, en raison d'un petit marché local qui s'y tient encore régulièrement et qui propose essentiellement des fruits, des légumes et quelquefois des fleurs et de petits produits de jardinerie.

## Historique

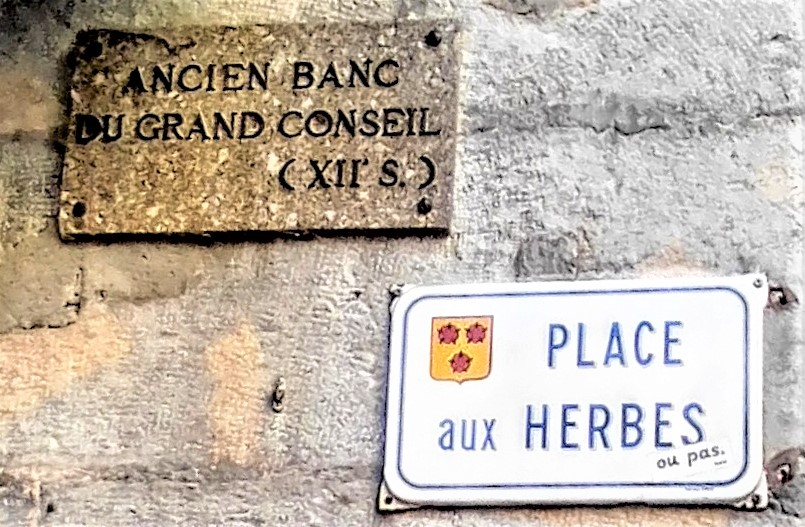
Plaque de rue et plaque commémorative de la Place aux Herbes

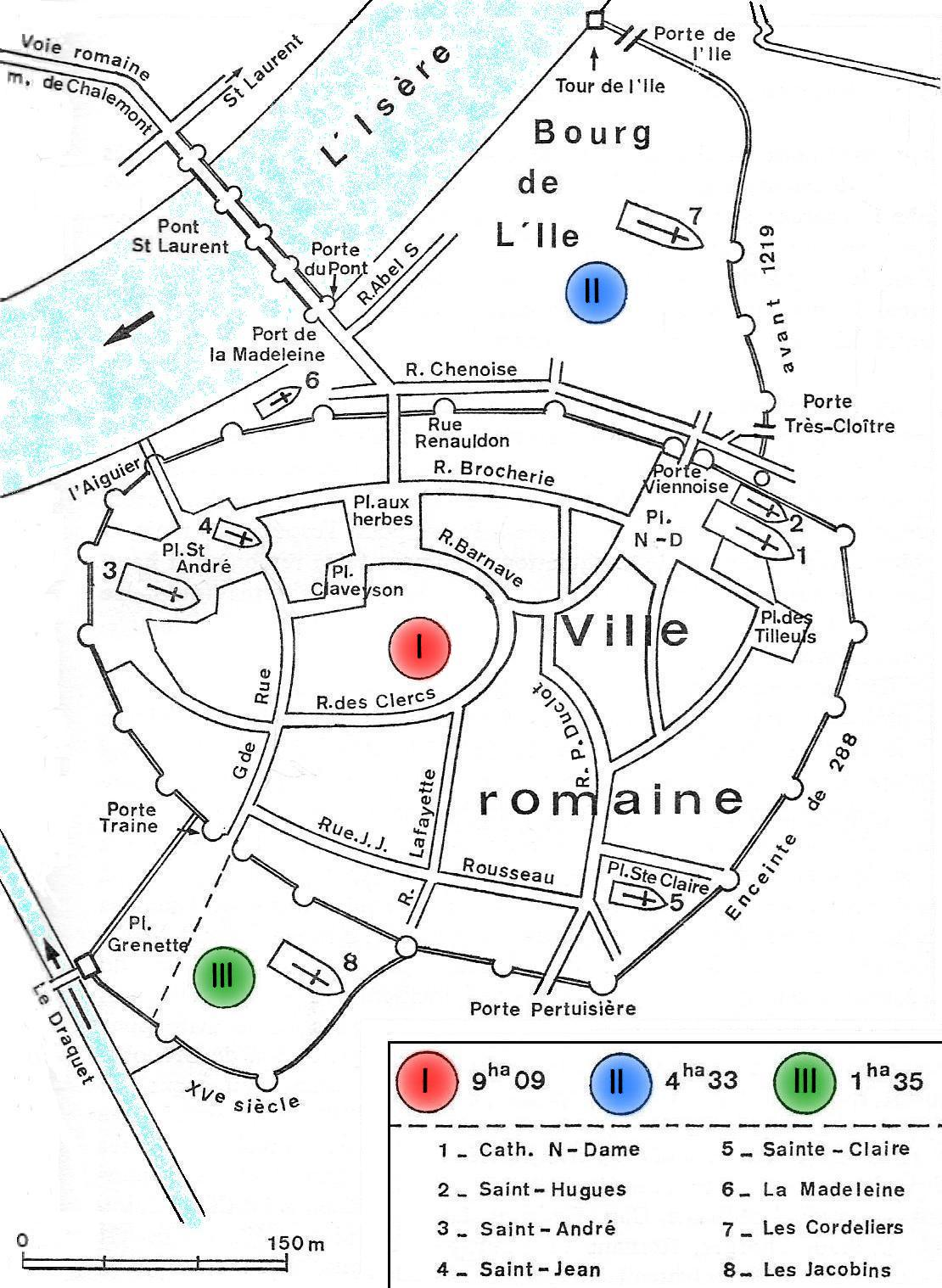
Plan de Grenoble au XIIIe siècle. L'enceinte romaine du IIIe est volontairement représentée dans sa totalité, mais les deux extensions du XIIIe vont faire détruire une partie de celle-ci.

Le site de cette place fut le point central de la ville gallo-romaine, puis de la cité médiévale en raison de la position la plus élevée de l'actuel centre-ville avec ses 214 mètres d’altitude, correspondant à son installation sur la pointe de l'ancien cône de déjection formé par les alluvions de l’Isère et du Drac et qui permettait, malgré sa faible altitude, aux habitations de se protéger de la montée des flots.
Durant le Moyen Âge, elle accueillait le siège (banc) du conseil de la cité, pouvoir populaire mis en place à Grenoble selon charte communale de 1242-1244. C'est donc en ce lieu, symbolisé par un simple banc de pierre sur lequel les consuls venaient s'asseoir, que les Grenoblois venaient discuter publiquement et librement des affaires de la cité mais, c'est sur même lieu que se déroulèrent également, jusqu'au XVIIe siècle, les exécutions publiques. L'endroit se dénommait alors place du Grand Conseil, avant d’être rebaptisé place du Mal Conseil en 1290, à la suite d'une émeute,.
En 1606, le duc de Lesdiguières fit agrandir cette place en supprimant la rue de la Granatarie qui reliait la rue Pérollerie, actuellement rue Barnave, avec la rue Porte-Traine, qui correspond en partie à la place Claveyson. Ce même duc de Lesdiguières lui donna le nom de place du Bon-Conseil et y fit élever la première fontaine située sur la rive gauche de l'Isère. Vers 1700, elle devient place de la Marée en raison d'un marché aux poissons hebdomadaire. Puis le lieu prend ensuite le nom de place Marat durant la Révolution et enfin le nom définitif de place aux Herbes, sous l'Empire et la Restauration.

## Bâtiments remarquables et lieux de mémoire

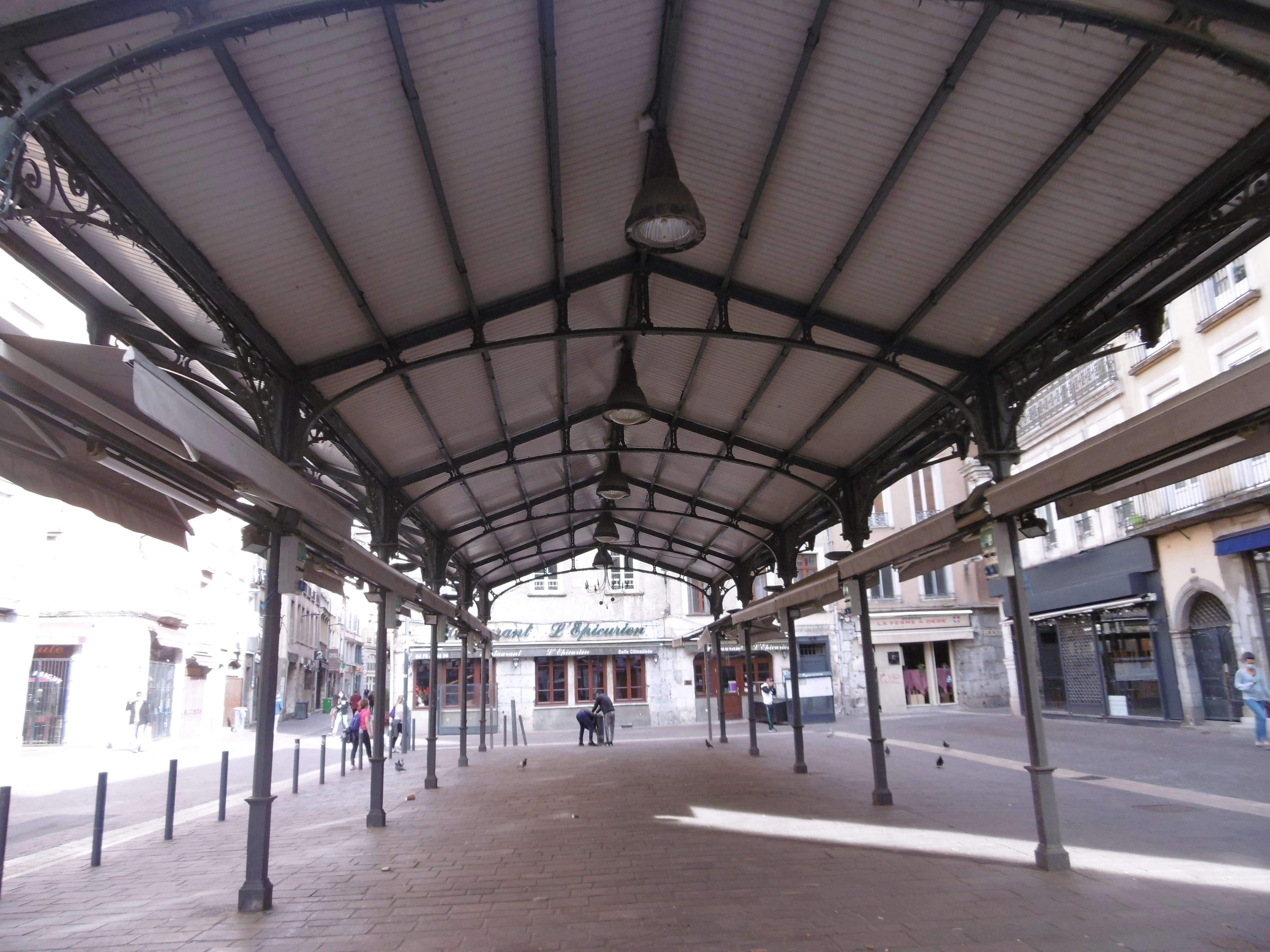
Halle du marché aux Herbes en avril 2021

- La halle du marché aux Herbes

Cette petite halle date de la fin du XIXe siècle. Son vaste toit à quatre pans permet de protéger tous les matins, sauf le lundi, les étals de fruits, de légumes et de fleurs.